# Joseph Gerhard Zuccarini
Joseph Gerhard Zuccarini, född den 10 augusti 1797 i München, död där den 18 februari 1848, var en tysk botaniker. Auktorsnamnet Zucc. kan användas för Joseph Gerhard Zuccarini i samband med ett vetenskapligt namn inom botaniken; se Wikipediaartiklar som länkar till auktorsnamnet.
Zuccarini fick 1820 uppdraget att bearbeta delar av Martius botaniska samlingar från Brasilien, blev 1823 adjunkt vid vetenskapsakademien i München och lärare i botanik vid stadens lyceum, 1824 även vid medicinska anstalten, blev 1826 extra ordinarie professor i lantbruks- och skogsbotanik vid universitetet, som då flyttades från Landshut till München, och 1835 ordinarie professor.
Zuccarinis författarskap låg delvis inom organografin, men dock mest inom den deskriptiva botaniken, dels som Martius medarbetare: Nova genera et species plantarum I (1824), dels som bearbetare av von Siebolds japanska samlingar: Flora japonica (1835-1844, med 127 kolorerade tavlor). Han beskrev även växter som upptäcktes på andra platser, bland annat i Mexiko, varjämte han utgav Flora der Gegend um München I (1829), läroböcker med mera och en diktsamling (1839).